# Кашкан
Кашкан — река на полуострове Камчатка в России. Протекает по территории Мильковского района Камчатского края России.
Длина реки — 20 км. Площадь водосборного бассейна 72,9 км². Берёт исток с южных склонов одноимённой горы, протекает в северо-западном направлении, впадает в Берш справа от её устья. В верховьях находятся Пущинские источники.
По данным государственного водного реестра России относится к Анадыро-Колымскому бассейновому округу.
- Код водного объекта 19070000112120000012782[3]